# Jean Frydman
Pour les articles homonymes, voir Frydman.
Jean Frydman est un résistant, déporté, survivant de la Shoah, homme d'affaires et homme de communication franco-israélien, né le 26 juin 1925 à Varsovie (Pologne) et mort le 14 mars 2021 à Savyon (Israël). Frydman participe à la création et dirige plusieurs médias français comme notamment Europe 1 et Télé Monte-Carlo, s'imposant comme le « jardinier secret du paysage audiovisuel français ».
En tant que producteur de cinéma, Jean Frydman signe notamment deux célèbres films documentaires concernant la Seconde Guerre mondiale : Le Chagrin et la Pitié de Marcel Ophüls (1969) et De Nuremberg à Nuremberg de Frédéric Rossif (1989).

## Biographie

### Enfance
Jean Frydman, naît le 26 juin 1925, à Varsovie en Pologne,, de parents d'origine juive polonaise. Son père prénommé Noah est originaire de Kamianka, en Russie et sa mère Judith est née en Ukraine, à Dniepropetrovosk; Jean a une sœur prénommée Renée et un petit frère, David. Ses parents vivent en Pologne, à Varsovie puis viennent en France au début des années 1920.
Il grandit à Paris dans le quartier de Belleville, rue Levert dans le 20e arrondissement où sa famille tient une modeste boutique de confection de lingerie. 

### Résistance et déportation
En 1940, âgé de 15 ans, Jean Frydman rallie la résistance intérieure française, au moment où les Allemands prennent possession de Paris. Dans la nuit du 15 novembre 1940, il part clandestinement pour l'Espagne traversant la ligne de démarcation, en vue de rejoindre ensuite Londres et le général de Gaulle mais il se fait prendre à la frontière espagnole par des douaniers et après un court séjour en rétention à Pau, il part pour Nice. Pour rester dans la clandestinité et dans la Résistance, il se fait appeler Jean Noël et peut encore circuler sans papier, étant adolescent. Il parvient à obtenir des papiers d'identité à ce nom et apprenant en septembre 1942 qu'une grande rafle se prépare, il regagne la capitale pour demander à ses parents de se mettre à l'abri en Corrèze puis dans la Creuse où il entre dans le maquis avant de rejoindre celui de l'Indre en septembre 1943. 
En 1944, il est impliqué dans l'organisation de l'assassinat de Philippe Henriot, le chef de la propagande du gouvernement de Vichy. Cet assassinat, exécuté le 28 juin 1944 dans le ministère où il vivait, est organisé par un groupe du COMAC, tous membres du maquis, organisation désignée « organisation terroriste » par le gouvernement de Vichy.
Arrêté à l'été 1944, emprisonné à Fresnes — sa dernière adresse est au 4 rue Martel à Paris 10e — il est condamné à mort. Il attend chaque jour la mort mais échappe au peloton d'exécution grâce à l'intervention inattendue d'Aloïs Brunner. Transféré au camp de Drancy, il est évacué vers Buchenwald dans le dernier convoi à destination des camps de la mort : le convoi no 79 en date du 17 août 1944, dans lequel il fait la connaissance de Marcel Dassault. Mais il réussit à s'évader du train.

### L'homme de communication
Jean Frydman fréquente le Saint-Germain-des-Prés des existentialistes de l'après-guerre et se lie d'amitiés avec des artistes comme les musiciens et comédiens Moustache et Henri Salvador, le poète Boris Vian, les chanteuses Juliette Greco et Régine ou encore Eddie Barclay. Au printemps 1949, il épouse Marinanne Lang issue d'une famille bourgeoise d'Alsace.
Il commence son aventure dans le monde naissant de l'audiovisuel par un stage dans une petite chaîne de télévision à Chicoutimi, au Québec, pour se former à l'univers de ce tout nouveau média. Ses amis Pierre Dumayet et Pierre Grimblat employés par l'agence Publicis, lui permettent de rencontrer leur patron, Marcel Bleustein-Blanchet lequel souhaite lancer une télévision privée au Maroc. En 1953, Frydman participe ainsi à la création de la première télévision privée francophone africaine, unique chaîne existante au Maroc à cette époque, intitulée Telma pour Télévision Marocaine et organise une société d'importation de téléviseurs.
En 1956, il revient en France et il est cofondateur de la station de radio Europe 1 et de sa régie publicitare puis devient l'un de ses premiers actionnaires et dirigeants, entre 1957 et 1962. En 1959, on lui doit la création de l'émission radio Salut les copains. 
Il n'abandonne pas pour autant ses projets télévisuel et il se lie dans ses différentes entreprises, avec l'ingénieur et pionnier de la télévision Henri de France et l'homme d'affaires Sylvain Floirat. En 1956, il pilote notamment le projet Europe 1 TV finalement intitulé Télé-Sarre grâce à un émetteur de télévision situé en Allemagne ainsi que le lancement de la chaîne monégasque Télé Monte-Carlo à la même période, dont il devient l'un des principaux dirigeants. Durant les années 1960, Jean Frydman prend la direction opérationnelle de Télé Monte-Carlo et, dans le but d'alimenter la grille de la chaîne, il constitue un important catalogue de films, principalement provenant du magnat américain Howard Hugues. 
À partir de 1969, il s'engage dans son plus grand projet, la création d'une nouvelle chaîne de télévision commerciale nationale française, dont le nom de code est « Canal 10 », déclinaison de la chaîne Télé Monte-Carlo.

## Canal 10
Entre 1965 et 1970, plusieurs initiatives permettent d'anticiper le développement d'une offre télévisuelle alternative à celle de l'ORTF. Depuis 1952, la Société Spéciale d'Entreprise (SSE) exploite la station de Télé Monte-Carlo en vertu d'une convention conclue avec Radio Monte-Carlo, concessionnaire exclusif des droits d'émission en principauté de Monaco à cette époque. En 1958, la Société Spéciale d'Entreprise (SSE) contrôle donc Télé Monte-Carlo, devenant une filiale à 32 % d'Europe 1 appartenant à la Sofirad.
Soutenu par ses amis Marcel Bleustein-Blanchet de Publicis et Sylvain Floirat dirigeant d'Europe 1, Jean Frydman profite du modèle économique consistant à exloiter le conséquent marché publicitaire télévisé très peu exploité par le service public ORTF; s'inspirant du modèle télévisuel britannique BBC-ITV. Dès l'été 1969, le rapprochement entre Europe 1 et Télé Monte-Carlo se traduit notamment par des émissions spéciales produites en commun et diffusées simultanément sur les deux antennes, radio et télévision. À terme, le projet Canal 10 consiste surtout à étendre la diffusion de TMC en 625 lignes UHF, sur une grande moitié sud de la France et jusqu'à Paris, avec le concours de la radio Europe 1. En juin 1970, les détails du projet Canal 10 sont rendus publics. Télé-Monte-Carlo prévoit de financer un réseau de 25 émetteurs pouvant toucher près de 9 850 000 foyers, sur les 10,5 millions déjà desservis par l'ORTF. La gestion des émetteurs serait confiée au service public, lequel percevrait également une rétribution basée sur les recettes publicitaires de Télé Monte-Carlo. Diffusant 16 heures par jour, de 7 h. 30 le matin à 22 h 30, sans interruption. La répartition du capital de la société Canal 10 pourrait être de 80 %, constitué par des actions réservées au public et 20 % détenus par des groupes comme ceux de Bleustein - Blanchet, Dassault, Floirat, Industries électroniques, etc. Jusqu'alors, l'entreprise Canal 10 est une société anonyme monégasque, dont le capital est détenu par Europe 1 (32 %), Publicis (27 %), la principauté de Monaco (18,5 %) et Marcel Dassault (22,5 %). Jean d'Arcy, premier directeur des programmes de la télévision française de 1952 à 1959 est prévu comme directeur des programmes de la chaîne privée. Au cours de l'année 1971, après quelques hésitations, le président Georges Pompidou, influencé par son ministre Michel Debré farouche partisan du monopole de l'ORTF, s'oppose finalement au principe d'une chaîne nationale de statut privé, ce qui repousse l'arrivée d'une chaine nationale commerciale en France. Par ailleurs, en 1972, la troisième chaîne de l'ORTF est déjà en chantier, ce qui suspend au moins provisoirement les projets de Jean Frydman.

## Une chaîne privée nationale
L'espoir de voir le projet Canal 10 resurgir sous une autre forme est évoqué dès l'élection de Valéry Giscard d'Estaing en mai 1974. Désormais sous le nom de code « Canal 39 », le dossier est relancé à nouveau par Jean Frydman et Sylvain Floirat, président-directeur général d'Europe 1, car la société bénéficie d'accords internationaux, pour l'exploitation du canal numéro 39 dans la bande Ultra haute fréquence de télédiffusion. Mais en 1975, sur pression des gaullistes et plus particulièrement de son Premier ministre Jacques Chirac hostile à l'abandon du monopole des médias, le président Giscard gèle toute initiative de libéralisation audiovisuelle et l'autorisation d'antennes privées. Jusqu'à son départ en mai 1981, le monopole d'État reste dominant, si ce n'est à partir de l'année 1978, un tout autre projet dénommé « TVCS » car durant les années 1970, les chaînes nationales n'utilisent pas ou très peu souvent, certains créneaux horaires, principalement le matin et la nuit. Devenu PDG de l'agence publicitaire Médiavision, Jean Frydman crée une filiale d'Havas et du groupe Hachette en 1978, intitulée « Télévision Communication Service » ou TVCS. Le principe consiste à louer aux chaînes du service public, ces espaces pour diffuser des émissions payantes, réservées à un public professionnel. La chaîne choisie pour retransmettre ce service est Antenne 2 et le lancement des émissions est prévu pour le mois d'octobre 1979 avec un signal crypté (chiffré) pouvant être restitué en clair par un décodeur. Pour mener à bien cette entreprise, Frydman et Jacques Abergel s'associent à Pierre Sabbagh, Yves Cannac, Jean Marin et Frédéric Chapus. À l'occasion de ses échanges avec Télédiffusion de France, Frydman apprend à sa grande suprise en 1980, que l'ancien réseau 819 lignes exploité en noir et blanc par TF1, va être disponible d'ici quelques mois. En juin 1981, les responsables politiques découvrent que TDF a oublié de leur préciser que l'organisme public a déjà développé un dossier de chaîne de cinéma payante et cryptée pour exploiter ce réseau d'émetteurs. Fin 1982, les dirigeants d'Havas reprennent le projet et il est désormais piloté par un proche de François Mitterrand, le PDG d'Havas, André Rousselet. La formule de TVCS consiste à utiliser les émetteurs des chaînes publiques lorsqu'elles ne diffusent pas leurs émissions, pour proposer dans ces créneaux, des émissions destinées aux entreprises ou à certains professionnels. Le principe d'un chiffrage ou cryptage de ces émissions est étudié avec certains techniciens de TéléDiffusion de France et auprès d'autres conseillers, parmi lesquels Léo Scheer, pionnier de ce qui deviendra en 1983, la chaîne Canal+. Durant quelques mois, Jean Frydman continue à piloter le projet de la nouvelle chaîne payante Canal+ mais sa proximité avec l'ancien président Valéry Giscard d'Estaing, le disqualifie aux yeux des nouveaux dirigeants après l'élection de François Mitterrand.

### L'homme d'affaires
Actionnaire évincé du conseil d'administration de Paravision, filiale audiovisuelle de L'Oréal, Jean Frydman révèle à partir de 1989, le passé d'André Bettencourt et celui de plusieurs autres dirigeants de L'Oréal sous l'Occupation : cette révélation publique contraint notamment André Bettencourt à se retirer des affaires en 1995, officiellement pour raison d'âge, et à exprimer ses regrets pour ce qu'il qualifie d'« erreur de jeunesse ».

### L'homme de paix
Le franco-israélien Jean Frydman, met son expérience au service des responsables politiques israéliens soucieux d'une paix de compromis,. Il conseille Yitzhak Rabin et Ehud Barak. Il participe malheureusement à l'organisation de la manifestation du 4 novembre 1995, au cours de laquelle Rabin est assassiné.

### Mort
Jean Frydman meurt le 14 mars 2021 en Israël dans la petite ville de Savyon (en).

## Décoration
- Chevalier de la Légion d'honneur (11 mars 2016), nommé par le président de la République française François Hollande.

## Télévision
En 2014, dans la mini-série Résistance, Tom Hudson interprète le rôle de Jean Frydman.